# 20029 Dorner
20029 Dorner è un asteroide della fascia principale. Scoperto nel 1992, presenta un'orbita caratterizzata da un semiasse maggiore pari a 2,926953 UA e da un'eccentricità di 0,076364, inclinata di 1,729682° rispetto all'eclittica.